# Brouwerij De Blieck

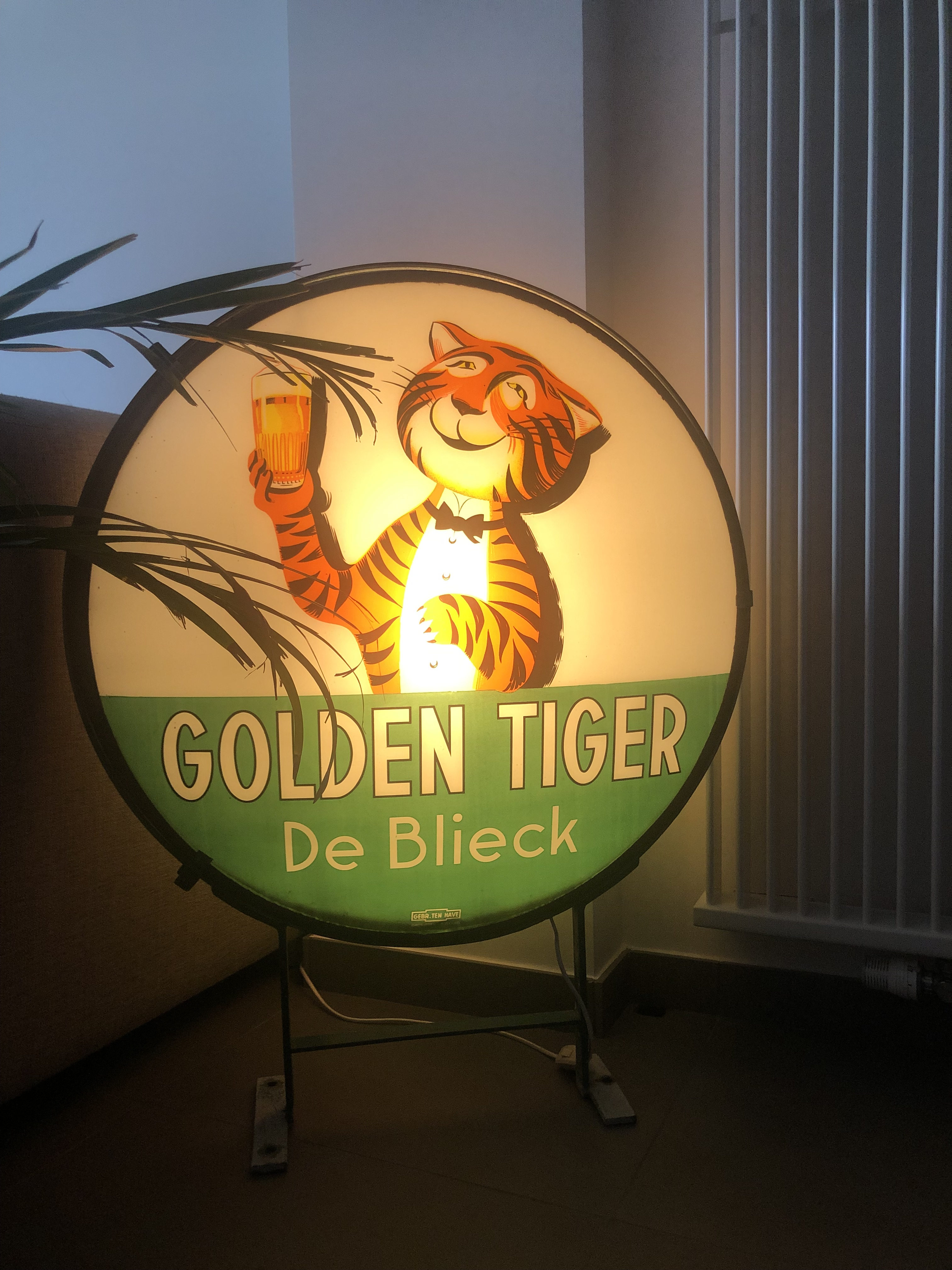
Lichtreclame voor het bier 'Golden Tiger'

Brouwerij De Blieck is een voormalige brouwerij in Aalst in de Belgische provincie Oost-Vlaanderen. De brouwerij was actief van 1899 tot 1974. 

## Geschiedenis
De brouwerij groeide uit de graanjeneverstokerij Van Assche die in 1731 opgericht werd door Karel Lodewijk Van Assche. Zijn achterkleinzoon startte met de brouwerij De Tijger – Van Assche. Van hun kinderen gingen er meerdere in de brouwwereld. Raymond Domien Joseph Van Assche (1836 - 1891) had de Brouwerij De Tijger aan de Vaart. Mathias Felix Van Assche (1818 - 1878) had een brouwerij in de Molenstraat. 
Een hophandel in 1828 door J.B. Lievens–Van Den Bossche opgericht, werd door senator Joseph De Blieck (Lebbeke, 1866 - Aalst, 1927) en Emilia Maria Callebaut (de weduwe van Raymond Domien Joseph Van Assche) omgevormd tot Brouwerij en Mouterij De Tijger. Later werd de naam die al in de volksmond gebruikt werd, genomen: Brouwerij De Blieck.  Hun bekendste bier was de luxepils Golden Tiger, die als Congobier naar de Belgische kolonie uitgevoerd werd.
De beide zonen namen de zaak over, maar na hun overlijden werd de zaak eigendom van beide weduwen die stopten in 1974.
Ze lieten de familiezaak over aan brouwerij Wielemans-Ceuppens uit Brussel, die de brouwerij sloot.

## Bieren[1]
- Aalst
- Belge Blik Cat. 1
- Bière Spéciale du Tigre
- Black Tiger Export Stout
- Bruin Kat. T.B. Cat. M.B.
- Congo Bier
- Dubbel Oud Patersbier
- Export Cat. 1
- Export De Blieck
- Extra Tiger-Ale
- Familia Kat. T.B. Cat. M.B.
- G.T.L.
- Golden Tiger Cat. Sup.
- Golden Tiger Bière Belge de Luxe
- Golden Tiger Lager
- Golden Tiger Lager Beer
- Golden Tiger Lager Beer Birra Speciale
- Golden Tiger Pils Cat. Sup.
- Golden Tiger Pils Zwaar Bier
- Golding Pilsener
- Hertshager Bräu
- Hertshager Dort D.B.
- King's Ale
- Krieken-Bier
- Old Tiger Pale Ale
- Patersbier
- Pilsen Kat. T.B. Cat. M.B.
- Sar Pils Cat. Sup.
- Speci Alost
- Speciaal Aalst
- Speciale Blik
- Super Tiger Ale
- Tennent's Double Scotch
- Tennent's Pale Ale
- Tennent's Stout
- Tiger Bier
- Tiger Bock
- Tiger Christmas
- Tiger De Bliek
- Tiger Pils Cat. Sup.
- Tiger Super Christmas
- Tiger's Bock
- Triple Bière d'Alost
- Triple d'Alost
- Triple De Blieck
- Triple Tiger
- Triple Tiger Cat. Sup.
- Vieille d'Alost